# معادله بوتلر–ولمر

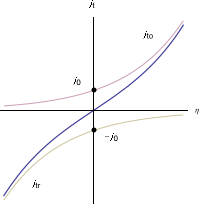
نمودار معادله بوتلر - ولمر

معادله بوتلر-ولمر (به انگلیسی: Butler-Volmer equation) یکی از اساسی‌ترین روابط الکتروشیمی است. این رابطه ارتباط بین جریان در سطح‌مشترک‌الکترود-الکترولیت در اثر واکنش الکترود با پتانسیل اضافی {\displaystyle \eta } را نشان می‌دهد. این رابطه به صورت زیر بیان می‌شود:
{\displaystyle i=i_{0}{\bigg [}exp\lbrack {\frac {-\alpha F\eta }{RT}}\rbrack -exp\lbrack {\frac {(1-\alpha )F\eta }{RT}}\rbrack {\bigg ]}}
که در آن {\displaystyle i_{0}} چگالی جریان تبادلی، {\displaystyle \alpha } ضریب انتقال و F ثابت فاراد است. این رابطه اختلاف شدت جریان آندی و کاتدی را می‌دهد.